# علم وراثة سمي
علم الوراثة السمي (بالإنجليزية:  Toxicogenomics)‏ هو ذلك الفرع من العلم الذي يهتم بتجميع، وتفسير، وتخزين المعلومات حول الجينات ونشاط البروتين داخل خليةٍ معينةٍ أو نسيجٍ داخل الكائنات الحية في استجابةٍ منها للمواد السامة. ومن ثم فعلم الوراثة السمي يجمع في طياته دراسة كلٍ من علم السموم وعلم الجينوم (بالإنجليزية: genomics)‏ أو تقنيات التنميط الجزيئي عالية الإنتاجية الأخرى مثل نسخيات (بالإنجليزية: transcriptomics)‏، البروتيوميات واستقلابيات (بالإنجليزية:  metabolomics)‏. حيث يسعى علم الوراثة السمي إلى توضيح الآليات الجزيئية المشاركة في التعبير عن التسمم، بالإضافة إلى سعيه إلى اشتقاق نماذج التعبير الجزيئي (ومنها على سبيل المثال المؤشرات الحيوية الجزيئية) والتي تتنبأ بالتسمم أو القابلية الوراثية الجينية لحدوثه.
هذا ويُعَرَّف علم الوراثة السمي في نطاق البحث الصيلاني على أنه دراسة بنية ووظيفة الجينوم من حيث استجابته للتعرض أو تلقي أية جرعات حيوية متنوعة. فهو عبارة عن التنظيم الفرعي السمي لعلم الصيدلة الجيني، والذي يُعَّرَفُ بصورةٍ أوسع وأكثر عموماً على أنه دراسة التنوعات الداخلية الفردية في الجينوم ككل أو الخرائط متعددة الأشكال لنيكلوتيدات الجين الفردية، محددات الأنماط الفردية، والتغيرات والتحولات في التعبير الجيني والذي قد يرتبط مع الاستجابات لتناول الأدوية (Lesko and Woodcock 2004, Lesko et al. 2003). فعلى الرغم من أن مصطلح علم الوراثة السمي ظهر لأول مرةٍ في أدبيات عام 1999 (Nuwaysir et al.)، إلا أنه كان بالفعل شائع الاستخدام ضمن نطاق الصناعات الدوائية حيث اشتقت أصوله عبر تسويق المخططات من شركات البيع. إلا أن المصطلح ما زال غير مقبولٍ عالمياً، حيث عرض الكيرون مصطلحاتٍ أخرى لوصف نفس المجال بصورةٍ جوهريةٍ (Fielden et al., 2005).
كما تتطلب طبيعة تعقد البيانات (في الكمية والتنوع) عملياتٍ أكثر تطوراً من أجل مرحلتي المعالجة والتخزين اليدويتين. وغالباً ما تتضمن مرحلة التحليل نسقاً عريضاً من البنية المعلوماتية الحياتية (البيولوجية) والإحصائيات،  والتي تشمل بانتظام منهجيات التصنيف.
ويستخدم علم الوراثة السمي في مجالي اكتشاف الدواء (بالإنجليزية: Drug discovery)‏ الصيدلي وتطويره (بالإنجليزية: Drug development)‏لدراسة التأثيرات العكسية (بالإنجليزية:  Adverse effect (medicine))‏ ومنها تأثيرات و تسمم الأدوية الصيدلانية في الأنظمة الحية النموذجية (بالإنجليزية: model organism)‏، وذلك بهدف تحديد الخلاصة بالنسبة لمرضى المخاطر التسممية أو حتى البيئة. مما دعى كلاً من وكالة حماية البيئة الأمريكية وإدارة الغذاء والدواء الأمريكية مؤخراً إلى منع وإعاقة صنع القرارات التشريعية والتنظيمية على علم الجينوميات وحده. هذا وتتدارس كلتا الوكالتين استخدام البيانات الواردة لكل حالةٍ على حدةٍ للأغراض التقييمية ( ومثال ذلك للمساعدة في توضيح آلية العملية أو المساهمة المقدمة لنهج الوزن إلى الدليل) أو من أجل تعداد قواعد البيانات المقارنة ذات الصلة بالمجال من خلال تشجيع التعرض المتوازي لبيانات الجينومات أو نتائج اختبار التسمم التقليدي.

## مشاريع علم الوراثة السمي العامة
- مشروع (التأثيرات الكيميائية في الأنظمة الحيوية) – وهو مشروع يستضيفه المعهد القومي لعلوم الصحة البيئية (بالإنجليزية: National Institute of Environmental Health Sciences)‏ حيث يقوم ببناء وإنشاء قاعدة بينات معرفية حول دراسات علم السميات والتي منها دراسة بيانات التصميم، الباثولوجيا السريرية، علم الأمراض النسيجي، وعلم الوراثة السمي.[6]
- يقوم InnoMed PredTox بتقييم قيمة دمج نتائج تقنيات الأوميات (حقيقيات النوى (بالإنجليزية:  omics)‏) معاً مع النتائج من أكثر طرق علم السموم التقليدية في أكثر عمليات صنع القرارات تشكيلاً في تقويم السلامة قبل السريرية.[7]
- جمعية اختبار السلامة التنبؤية الهادفة إلى تحديد واعتماد المؤشرات الحيوية للسلامة سريرياً، من أجل الاستخدام المنتظم كجزءٍ من مبادرة المسار الناقد لإدارة الغذاء والدواء الأمريكية.[7]
- برنامج ToxCast للتنبؤ بالمخاطر، تشخيص مسارات التسمم، وإعطاء الأولوية لاختبار سمية المواد الكيميائية البيئية في وطالة حماية البيئة الأمريكية (بالإنجليزية: United States Environmental Protection Agency)‏.[8]

## وصلات خارجية
- قاعدة بيانات علم الوراثة السمي المقارن – قاعدة بيانات عامة تدمج بيانات علم الوراثة السمي للمواد الكيميائية، الجينيات، والأمراض من الأدبيات العلمية.
- مركز أبحاث علم السموم البيئي والوظيفي المحدد من قِبَل مراكز أبحاث CROET: علم الوراثة السمي (العصبي) ومركز أبحاث صحة الطفل.
- InnoMed PredTox – الموقع الإلكتروني الرسمي للمشروع.
- مركز علم الوراثة السمي الهولندي  - الموقع الإلكتروني الرسمي للمشروع.
- ToxCast - الموقع الإلكتروني الرسمي للمشروع.